# 司馬虨
司馬虨（3世纪—300年），字道文，是晉惠帝司馬衷的长孫，愍怀太子司馬遹的长子，怀冲太孫司马尚、濮陽哀王司馬臧的同母兄。
永康元年（300年），皇后贾南风矫诏废太子司馬遹。因父亲被废，司馬虨与父亲司馬遹、母亲蒋俊、弟弟司马尚、司马臧都被囚禁于金镛城，其父母先后被害。司馬虨在金墉城被幽禁而死。他的两个弟弟司马尚、司马臧在八王之乱中都被封为皇太孫。